# Видиядхар Сураджпрасад Найпол
Вѝдиядхар Сураджпраса̀д На̀йпол (на английски: Vidiadhar Surajprasad Naipaul, [ˈvɪdjɑːdər ˌsuːrədʒprəˈsɑːd ˈnaɪpɔːl]) е тринидадско-британски писател.
Той е известен със своите ранни хумористични романи за живота в Тринидад, с по-мрачните си романи за отчуждението в различни части на света и с наблюдателността на своите пътеписи. В петдесетгодишната си кариера издава повече от 30 книги, които предизвикват широко одобрение с художествените си качества, но той понякога е обвиняван за критичните описания на постколониалното развитие на Третия свят.
През 1990 година получава британско рицарско звание, а през 2001 година – Нобелова награда за литература.

## Признание и награди
В. С. Найпол е награждаван с много награди, измежду които са наградата „Букър“ през 1971 г. и наградата „Т.С. Елиът“ за цялостно творчество през 1986 г.
Той е доктор хонорис кауза на колежа Сейнт Андрю, Колумбийския университет, Кеймбриджкия университет, Лондонския университет и Оксфордския университет.
През 1990 г. Найпол е посветен в рицарство от кралица Елизабет II.

## Произведения
Художествени
- The Mystic Masseur (1957)
- The Suffrage of Elvira (1958)
- Miguel Street (1959)
- A House for Mr Biswas (1961), Дом за мистър Бисвас – изд. „Народна култура“, 1981 г.
- Mr. Stone and the Knight's Companion (1963)
- A Flag on the Island (1967)
- The Mimic Men (1967)
- The Loss of Eldorado (1969)
- In a Free State (1971)
- Guerillas (1975)
- A Bend in the River (1979), Завой на реката – изд. „Колибри“, 2018 г.
- Finding the Centre (1984)
- The Enigma of Arrival (1987)
- A Way in the World (1994)
- Half a Life (2001), ISBN 954-91389-6-8, Половин живот – изд. „Пулсио“, 2004 г.
- Magic Seeds (2004)

Други
- The Middle Passage: Impressions of Five Societies – British, French and Dutch in the West Indies and South America (1962)
- An Area of Darkness – (1964)
- The Overcrowded Barracoon and Other Articles (1972)
- India: A Wounded Civilization (1977)
- A Congo Diary (1980)
- The Return of Eva Per&oacuten (1980)
- Among the Believers: An Islamic Journey (1981)
- Finding the Centre (1984)
- A Turn in the South (1989)
- India: A Million Mutinies Now (1990)
- Homeless by Choice (1992, заедно с Рут Джабвала и Салман Рушди)
- Bombay (1994, заедно с Рагхубир Сингх)
- Beyond Belief: Islamic Excursions among the Converted Peoples (1998)
- Between Father and Son: Family Letters (1999)